# Andreas Grötzinger
Andreas Grötzinger (* 1974 in Göteborg) ist ein Schauspieler und Hörspielsprecher, der sowohl die schwedische als auch die Schweizer Staatsangehörigkeit besitzt.

## Leben
Andreas Grötzinger, dessen Muttersprachen Schweizerdeutsch, Schwedisch und Englisch sind, besuchte von 1993 bis 1997 die Hochschule für Musik und Theater Rostock. Nach Gastspielen am Schauspiel Frankfurt und an der Staatsoper Stuttgart, trat er 1998 ein Engagement am Schauspiel Köln an. Hier spielte er unter Regisseuren wie Frank-Patrick Steckel, Torsten Fischer, Günter Krämer und der Intendantin Karin Beier, der er 2013 an das Deutsche Schauspielhaus in Hamburg folgte, dessen Ensemble er bis 2016 angehörte. Abstecher führten Grötzinger während seiner Kölner Jahre an das Düsseldorfer Schauspielhaus, an das Staatsschauspiel Dresden und das Malmö Stadsteater. Seit der Spielzeit 2021/22 ist er festes Ensemblemitglied am Schauspiel Köln.
Einige von zahlreichen Rollen Grötzingers waren der Mortimer und der Herzog von Alba in den Schiller-Stücken Maria Stuart bzw. Don Karlos, Reverend Samuel in Arthur Millers Hexenjagd oder als eine von mehreren Rollen am Malmö Stadsteater der Mackie Messer in der Dreigroschenoper von Bertolt Brecht und Kurt Weill. 1998 spielte Grötzinger den Osmin in Wolfgang Amadeus Mozarts Oper Die Entführung aus dem Serail. Diese Inszenierung von Hans Neuenfels wurde im selben Jahr mit dem Bayerischen Theaterpreis und 1999 von der Fachzeitschrift Opernwelt als „Aufführung des Jahres“ ausgezeichnet. Bereits 1997 hatte Grötzinger einen Solo- und einen Ensemblepreis beim Theatertreffen der Schauspielschulen erhalten.
Seit Beginn der 2000er Jahre wirkt Andreas Grötzinger auch vor der Kamera, überwiegend als Gastdarsteller in Serien. Unter anderem sah man ihn in Wilsberg, Die Wache, SOKO Köln, Stolberg, Tatort sowie in Lars von Triers Nymphomaniac. Etwa zur gleichen Zeit begann Grötzinger auch umfangreich für den Hörfunk zu arbeiten, überwiegend in Produktionen des Westdeutschen Rundfunks.
Andreas Grötzinger lebt mit seinen beiden Kindern, einem Sohn und einer Tochter, in Hamburg.

## Filmografie
- 2001: Wilsberg – Wilsberg und der Mord ohne Leiche
- 2004: Die Sitte – Der Lockvogel
- 2005: Die Wache – Alles was Recht ist
- 2005: Gisela
- 2005: Mimirsbrunnr
- 2005: Der Elefant – Mord verjährt nie (Fernsehserie, Folge Das Geheimnis der „MS Katharina“)
- 2007: Speed Dating (Kurzfilm)
- 2007: Post Mortem – Beweise sind unsterblich – Grenzenlose Liebe
- 2007: Alarm für Cobra 11 – Die Autobahnpolizei – Stunde der Wahrheit
- 2008: Stolberg – Blutgrätsche
- 2009: Tatort – Tödlicher Einsatz
- 2009, 2021: SOKO Köln – Der Fluch der bösen Tat, Zwei Väter
- 2009: Pastewka – Der Pusher
- 2010: Der letzte Bulle – Im Schatten von Feng-Shui
- 2011: Monkey Sandwich
- 2012: Stolberg – Unter Feuer
- 2012: Nymphomaniac (Kapitel 1)
- 2013: Between (Kurzfilm)
- 2014: Alarm für Cobra 11 – Die Autobahnpolizei – Jung, weiblich, hochexplosiv
- 2015: Großstadtrevier
- 2015: Alles Klara
- 2016: Tatort – Feierstunde
- 2018: Nord bei Nordwest – Sandy (Fernsehreihe)
- 2019: Notruf Hafenkante (Fernsehserie, Folge Ich heiße Maja)
- 2020: Wilder – Staffel 3
- 2021: Der Flensburg-Krimi: Der Tote am Strand (Fernsehreihe)
- 2024: SOKO Stuttgart (Fernsehserie, Folge "Druck")

## Hörspiele
- 2000: Albanische Frauen – Autor: Jan Hartman – Regie: Thomas Werner
- 2001: Gasawat. Der Heilige Krieg oder Das kaukasische Syndrom 2 – Autor: Wladimir Faradschew – Regie: Hein Bruehl
- 2001: Dafan – Autor: Frank Peter Hermsen – Regie: Thomas Wolfertz
- 2002: Lügen im Dunkeln – Autor: Dan Fesperman – Regie: Martin Zylka
- 2002: Klick – Autor: Sergej Bolmat – Regie: Thomas Wolfertz
- 2003: Bellende Hunde beißen – Autorin: Maud Tabachnik – Regie: Martin Zylka
- 2003: King of Pain – Autor: Helge Thielking – Regie: Jörg Schlüter
- 2004: Trolle nach Süden – Autor: Bernd Gieseking – Regie: Burkhard Ax
- 2004: Kentucky Star – Autorin: Kate DiCamillo – Regie: Susanne Krings
- 2005: Laura di Rimini – Autor: Carlo Lucarelli – Regie: Annette Berger
- 2005: Tod im Skriptorium – Autor: Peter Tremayne – Regie: Christoph Pragua
- 2005: Kristus. Das unerhörte Leben des Jan Beukels – Autor: Robert Schneider – Regie: Jörg Schlüter
- 2006: Flugrausch – Autor: Garry Disher – Regie: Thomas Blockhaus
- 2006: Schach dem System – Autor: Steve May – Regie: Chistoph Pragua
- 2007: Arrividerci amore, ciao – Autor: Massimo Carlotto – Regie: Annette Berger
- 2008: Dreckige Engel – Autor: Richard van Camp – Regie: Annette Berger
- 2009: Ein genialer Hund oder Der Sprechapparat – Autor: Ingomar von Kieseritzky – Regie: Thomas Werner
- 2009: Die dunkle Unermesslichkeit des Todes – Autor: Massimo Carlotto – Regie: Steffen Moratz
- 2009: Wedelfried will Wachhund werden – Autor: Georg K. Berres – Regie: Rolf Meyer
- 2009: Die Tore der Welt – Autor: Ken Follett – Regie: Martin Zylka
- 2011: Das Erdbeben von Chili – Autor: Heinrich von Kleist – Regie: Jörg Schlüter
- 2012: Puppenstadt – Autoren: Bodo Traber und Tilman Zens – Regie: Petra Feldhoff
- 2013: Daemon – Autor: Daniel Suarez – Regie: Petra Feldhoff
- 2013: Marlov. Eine harte Nuss – Autor: David Zane Mairowitz – Regie: Jörg Schlüter
- 2014: Geschichten aus der großdeutschen Metropulle – Autoren: Ingrid Marschang und Guido Lang – Regie: Andrea Getto
- 2022: Du sollst nicht... Wie die 10 Gebote unser Leben bestimmen – Autor: Jens Becker – Regie: Wolfgang Seesko
- 2022: Anne Bonny. Die Piratin – Autorin: Anne-M. Keßel – Regie: Martin Zylka
- 2023: Boudicca. Die Keltenkriegerin – Autorin: Anne-M. Keßel – Regie: Martin Zylka